# گویانا (برزیل)
گویانا (به پرتغالی: Goiana) یک منطقهٔ مسکونی در برزیل است که در پرنامبوکو واقع شده‌است. گویانا ۵۰۱٫۱۷ کیلومتر مربع مساحت و ۸۰٬۰۵۵ نفر جمعیت دارد و ۱۳ متر بالاتر از سطح دریا واقع شده‌است.